# Lilly Ogatina Poznanski
Lilly Ogatina Valahoe Poznanski MBE (* 14. April 1942 in Kia, Santa Isabel, British Solomon Islands Protectorate; † 14. Juni 1989) war eine salomonische Politikerin. Sie war von 1965 bis 1967 die einzige Frau in der Gesetzgebenden Versammlung sowie die einzige Frau, die in den Jahren des Protektorats hohe Ämter bekleidete.

## Leben
Lilly Ogatina war die Tochter von Lusuai und George Rubaha. Ihr Vater war ein belesener anglikanischer Katechet. Sie war eine der ersten Frauen der Salomonen, die von der Regierung zur Ausbildung ins Ausland geschickt wurde. Lilly Ogatina verbrachte sieben Jahre an der Queen Victoria School in Neuseeland. Nach ihrer Rückkehr übernahm sie den Grundschulunterricht in Bungana.
Im Jahr 1965 kandidierte Lilly Ogatina erfolgreich gegen vier Kandidaten und wurde in die Gesetzgebende Versammlung gewählt. Im Januar des folgenden Jahres heiratete sie Aubrey Poznanski, der polnische, wie auch gilbertesische Wurzeln hatte. Zu Sohn und Tochter nahm das Ehepaar zwei Adoptivkinder auf.
Nach Ablauf ihrer Amtszeit kandidierte Poznanski 1967 erfolglos für Honiara. Sie unterrichtete dann an der staatlichen Grundschule in Honiara. Der Wahlbezirk Ngosi wählte sie 1969 ohne Gegenstimme in den Stadtrat der Hauptstadt. Im nächsten Jahr wurde sie Assistentin im Regierungsrat, während sie ihrem Mann in seinem Garagengeschäft aushalf.
Poznanski war 1978 als eine leitende Verwaltungsbeamtin im Ministerium für Außenhandel, Industrie und Arbeit die bestbezahlte Frau des unabhängig gewordenen Inselstaats. Trotz ihrer Karriere hielt sie enge Verbindungen zu ihren Verwandten auf dem Land. Als Anführerin versuchte sie das Zabana-Volk mit den alten Traditionen zu verbinden, die durch Überfälle im 19. Jahrhundert abgerissen waren. Nach der Unabhängigkeit kandidierte Poznanski 1984 vergebens für den Parlamentssitz von West Isabel.
Lilly Ogatina Poznanski starb am 14. Juni 1989. – Im selben Jahr wurde Hilda Kari, als bis 2012 einzige Frau, in das Nationalparlament des Landes gewählt.

## Auszeichnungen
- Member of the Order of the British Empire (MBE), Neujahr 1981